# Nokia Lumia 1520
Nokia Lumia 1520 este un phablet cu sistemul de operare Windows Phone 8 care a fost prezentat pe 22 octombrie 2013 la evenimentul Nokia World în Abu Dhabi. Acesta este primul dispozitiv cu Windows Phone 8 care are un afișaj 1080p Full HD și este primul care rulează pe un procesor quad-core.

## Construcție
Carcasa este relizată din policarbonat rezistent la zgârieturi și șocuri. Pe partea stângă este slotul pentru cartela nano-SIM, lăcașul se deschide cu ajutorul unui mic ac care vine în cutia telefonului. Lângă slotul cartelei se află cel pentru cardul microSD.
Pe partea dreaptă este butonul camerei foto, butonul de pornire/oprire și tastele de volum.

## Camera
Camera are un senzor de 20 megapixeli PureView cu senzorul de imagine 1/2.5 și are bliț dual LED. Are un stabilizator optic de imagine și focalizare automată. Înregistrarea video se face la 1080p cu 30 de cadre pe secundă alături de un sunet stereo.
Camera frotală are 1.2 megapixeli care poate înregistra video la 720p cu 30 de cadre pe secundă.

## Ecran
Ecranul are diagonala de 6 inchi cu rezoluția de 1080 x 1920 pixeli cu densitatea pixelilor de 337 ppi. Este un IPS LCD cu tehnologia IPS care redă foarte bine imaginile HD și oferă unghiuri de vizualizare mai largi.
Dispune de tehnologia proprietară ClearBack de la Nokia care face culoare neagră „cu adevărat neagră”. Ecranul capacitiv este destul de sensibil încat poate funcționa și prin anumite mănuși.

## Hardware
Este bazat pe chipset-ul Qualcomm MSM8974 Snapdragon 800 cu un procesor Krait 400 tactat la 2.2 Ghz Quad-core și cu un procesor grafic Adreno 330. Spațiul de stocare intern este de 16 GB (varianta RM-940)/32 GB și mai are disponibil 2 GB RAM.

## Variante
| Model                                        | RM-937                                                    | RM-940                                                    | RM-939                                               |
| -------------------------------------------- | --------------------------------------------------------- | --------------------------------------------------------- | ---------------------------------------------------- |
| 2G                                           | Quad-band GSM/EDGE (850/900/1800/1900 MHz)                | Quad-band GSM/EDGE (850/900/1800/1900 MHz)                | Quad-band GSM/EDGE (850/900/1800/1900 MHz)           |
| 3G                                           | Quad-band HSPA+ 1, 2, 5/6, 8 (850/900/1900/2100 MHz)      | Pentaband HSPA+ 1, 4, 5/6, 8 (850/900/AWS/1900/2100 MHz)  | Quad-band HSPA+ 1, 2, 5/6, 8 (850/900/1900/2100 MHz) |
| 4G                                           | Pentaband LTE 1, 3, 7, 8, 20 (800/900/1800/2100/2600 MHz) | Pentaband LTE 2, 4, 5, 7, 17 (700/850/1700/1900 2600 MHz) | Nu                                                   |
| Viteza maximă de descărcare/încărcare/upload | LTE: 150/50 Mbit/s DC-HSPA+: 42.2/5.76 Mbit/s             | DC-HSPA+: 42/5.76 Mbit/s                                  |                                                      |

## Conectivitate
Lumia 1520 funcționează cu o cartelă nano SIM pe conexiunea 3G sau 4G. Are un port micro-USB 2.0, o mufă audio de 3.5 mm, Wi-Fi 802.11 a/b/g/n/ac dual-band, Bluetooth 4.0 cu A2DP și Near Field Communication (NFC).

## Software
Lumia 1520 vine cu Windows Phone 8 Black preinstalat.
Suportă formatele audio MP4, AAC, MP3, M4A, WMA, 3G2, AMR, 3GP, ASF și formatele video 3G2, 3GP, MP4, WMV, AVI, M4V, MOV.

## Bateria
Bateria are capacitatea de 3400 mAh. Vine echipat cu mecanismul de încărcarea wireless, dar pentru asta trebuie achiziționat un accesoriu.
Lumia 1520 oferă 25 ore de convorbire în 3G și până la 768 ore în stand-by. Durata de redare audio este de 124 ore. 